# Leucopis dianae
Leucopis dianae är en tvåvingeart som beskrevs av Tanasijtshuk 1986. Leucopis dianae ingår i släktet Leucopis och familjen markflugor. Inga underarter finns listade i Catalogue of Life.